# Chiara Robustellini
Chiara Robustellini (30 giugno 2003) è una calciatrice italiana, difensore dell'Inter.

## Carriera
Chiara Robustellini approda all'Inter dal Gavirate nel 2019, quando ha appena compiuto 16 anni, esordendo in prima squadra l'11 settembre 2022 nell'incontro pareggiato 3-3 contro la Juventus. Il difensore, già nota per le proprie prestazioni con l'Italia U17, poi U19, poi U23, disputa 18 incontri del campionato di Serie A 2022-2023, realizzando la sua prima (e unica) rete stagionale nel 4-0 inflitto alla Sampdoria il 14 gennaio 2023. 
Nel corso della stagione 2023-2024, si afferma nelle rotazioni delle formazione nerazzurra, collezionando 21 presenze e un gol in tutte le competizioni; nel gennaio del 2024, rinnova il proprio contratto con il club fino al 30 giugno 2027.

## Statistiche
Statistiche aggiornate al 3 maggio 2025.
| Stagione        | Squadra         | Campionato      | Campionato | Campionato | Coppe nazionali | Coppe nazionali | Coppe nazionali | Coppe continentali | Coppe continentali | Coppe continentali | Altre coppe | Altre coppe | Altre coppe | Totale | Totale |
| Stagione        | Squadra         | Comp            | Pres       | Reti       | Comp            | Pres            | Reti            | Comp               | Pres               | Reti               | Comp        | Pres        | Reti        | Pres   | Reti   |
| --------------- | --------------- | --------------- | ---------- | ---------- | --------------- | --------------- | --------------- | ------------------ | ------------------ | ------------------ | ----------- | ----------- | ----------- | ------ | ------ |
| 2022-2023       | Inter           | A               | 18         | 1          | CI              | 3               | 0               | -                  | -                  | -                  | -           | -           | -           | 21     | 1      |
| 2023-2024       | Inter           | A               | 20         | 1          | CI              | 3               | 0               | -                  | -                  | -                  | -           | -           | -           | 23     | 1      |
| 2024-2025       | Inter           | A               | 14         | 2          | CI              | 2               | 0               | -                  | -                  | -                  | -           | -           | -           | 16     | 2      |
| Totale Carriera | Totale Carriera | Totale Carriera | 52         | 3          |                 | 8               | 0               |                    | -                  | -                  |             | -           | -           | 60     | 3      |